# Canon EF-M 15-45mm f/3.5-6.3 IS STM
El Canon EF-M 15-45mm f/3.5-6.3 IS STM és un objectiu zoom normal amb muntura Canon EF-M.
Aquest, va ser anunciat per Canon el 13 d'octubre de 2015, amb un preu de venta suggerit de 279€.
Aquesta, és l'òptica que ve de sèrie amb la majoria de càmeres de la sèrie EF-M, com la primera que el va portar inclos al kit, la Canon EOS M10.
La seva distància focal de 15-45mm té el mateix camp visual en una càmera EOS de la sèrie M que una lent de 24-72mm en una càmera de fotograma complet.
Aquest, està disponible en dos colors per combinar amb les càmeres dels mateixos colors: negre i platejat

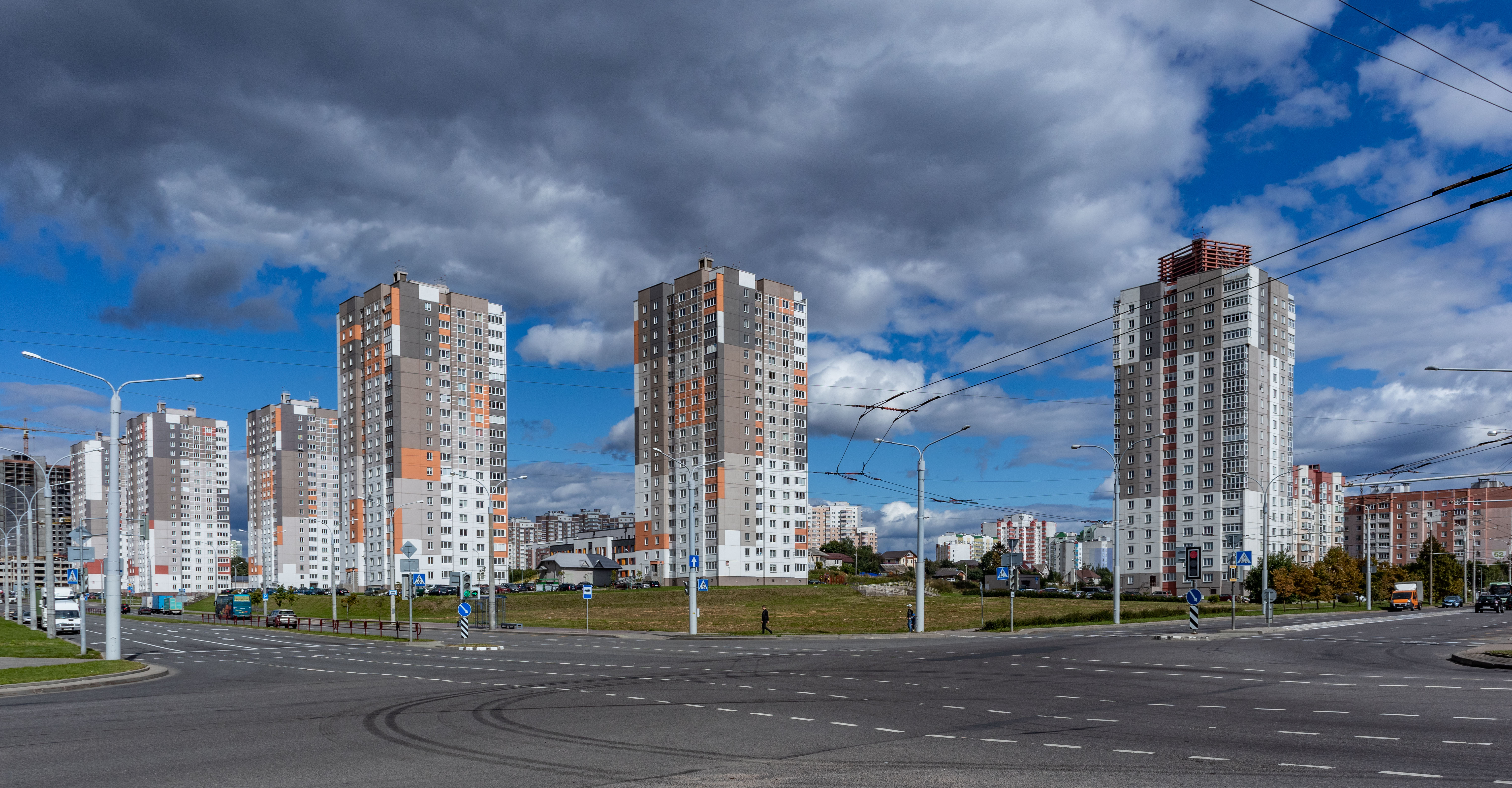
Paisatge fotografiat amb el Canon EF-M 15-45mm f/3.5-6.3 IS STM

## Característiques
Les seves característiques més destacades són:
- Distància focal: 15-45mm
- Obertura: f/3.5 - 22 (a 15mm) i f/6.3 - 40 (a 45mm)
- Motor d'enfocament: STM (Motor d'enfocament pas a pas, silenciós)
- Estabilitzador d'imatge de 3,5 passes
- Distància mínima d'enfocament: 25cm
- Rosca de 49mm
- Distorisió òptica a 15mm de -3,3% (tipus barril) i a 45mm de -1,03% (tipus barril)[4]
- A 15mm i f/4 l'objectiu l'ombrejat les cantonades més de tres passes i mitja de llum, però és a f/11 on aquest efecte es veu rebaixat fins a una mica més d'un pas. A 45mm i f/5.6 l'objectiu ombreja les cantonades per sota de mig pas, i és a f/8 on aquest efecte es veu rebaixat i on gairebé no s'aprecia l'efecte.[4]
- Entre f/5.6 i f/8 és on millor qualitat dona l'òptica[4]

## Construcció[5]
- La muntura, canó i anell de filtre son de plàstic
- El diafragma consta de 7 fulles, i les 10 lents de l'objectiu estan distribuïdes en 9 grups.
- Consta de 3 elements asfèrics

## Accessoris compatibles[6]
- Tapa E-49
- Parasol EW-53
- Filtres de 49mm
- Tapa posterior EB
- Funda LP811